# Појана (Арад)
Појана (рум. Poiana) насеље је у Румунији у округу Арад у општини Варфуриле. Oпштина се налази на надморској висини од 345 m.

## Становништво
Према подацима из 2002. године у насељу је живело 213 становника, од којих су сви румунске националности.